# Vladimir Kappel
Vladimir Oskarovitch Kappel (en russe : Владимир Оскарович Каппель) est né le 28 avril 1883 dans le Gouvernement de Saint-Pétersbourg et mort le 26 janvier 1920 à Touloun, près de Nijnéoudinsk.
Ce chef militaire russe, général-major, est tout d’abord capitaine en 1915, puis major-général lieutenant-général trois ans plus tard. Il participe à la Première Guerre mondiale, puis à la Guerre civile russe. Il est l’un des dirigeants des armées blanches de Sibérie, puis le chef des armées du front de l'Ouest, puis commandant en chef et bras droit de son ami Alexandre Vassilievitch Koltchak. Il meurt en essayant de l’extirper des mains de ses bourreaux. Vladimir Kappel est décoré de l’Ordre impérial de Sainte-Anne, de l’Ordre de Saint-Georges, de l’Ordre de Saint-Vladimir et de l’Ordre de Saint-Stanislas. 
Considéré du temps de l’Union soviétique comme un ennemi du peuple, il est même caricaturé par un film soviétique et sa tombe est profanée par les maoïstes. Mais depuis la chute du communisme en Russie il est réhabilité. Ses restes ont été transférés de Chine en Russie, après quatre années de négociations.

## Biographie

### Avant la guerre
Vladimir Kappel est né dans une famille russe d'origine danoise.
Son père, Oscar Kappel (1843-1889) fait partie de la noblesse héréditaire du gouvernement de Kowno. Pour actes de bravoure au cours des combats contre les forces de l'émirat de Boukhara en 1866, il reçut la croix de l'Ordre de Saint-Georges. Pour le courage montré à la prise de la forteresse de Djizak, il fut fait officier et reçut l'Ordre de Sainte-Anne et celui de l'Ordre de Saint-Stanislas. En 1881, il servit dans un corps d'élite de la gendarmerie. À la fin de sa vie, il est un haut fonctionnaire des postes impériales.
Sa mère, Elena Petrovna, née Postolskaïa est la fille du lieutenant-général Pierre Ivanovitch Postolsky qui fit la guerre de Crimée et fut un héros de la défense de Sébastopol. Durant la guerre civile russe et la répression stalinienne, la mère de Vladimir Kappel survivra en remplaçant une lettre de son nom de famille, devenant ainsi Madame Koppel, résidant à Moscou. Âgée, elle écrira à sa petite-fille exilée, Valentina Antonievna Seletzky : « J'étais une grande dame. »
En 1894, Vladimir Kappel, à l'âge de 11 ans, entre au 2e corps de cadets de Saint-Pétersbourg et en 1901, il est admis comme Junker à l'école de cavalerie Nicolas. Il sert en 1903 comme au 54e régiment de dragons de Novomirgorodsky. De 1903 à 1906, le régiment est caserné dans la province de Varsovie, puis en 1906 - à Perm. Les évaluations de ses supérieurs sont excellentes.
Sa femme, Olga, née Strolman, est la fille d'un Français, directeur d'usine à canons. Le mariage a lieu en 1909 en secret, car il n'est qu'un jeune officier pauvre, même si en 1910, il reçoit l'Ordre de Saint-Stanislas
En 1913, Kappel est diplômé de l'Académie d'État-major-général Nicolas. Ses relations se normalisent avec sa belle-famille quand il est accepté à l'école d'État-major. Ils ont deux enfants : Tatiana et Cyrille. Le 8 mai 1913 l'Ordre de Sainte-Anne lui est décerné. Il sert dans le district militaire de Moscou, puis est affecté à l'école, et étudie la théorie.

### Pendant la Première Guerre mondiale

#### Un brillant officier d'état-major
Au cours de la Première Guerre mondiale, il part combattre au 5e corps d'armée.
Ensuite, Kappel est envoyé comme adjudant-major principal de la 5e division de cosaques du Don, le 9 février 1915. Il est fait capitaine en novembre 1915 et on le nomme adjudant-supérieur d'état-major dans la 1re Armée.
Du 9 novembre 1915 au 14 mars 1916, il est Premier aide de camp de la 14e division de cavalerie. En novembre 1915, Vladimir exerce temporairement les fonctions de chef d'état-major de la division.
Le 18 mars 1916, il est transféré au Bureau du chef-major général des armées du Sud-Ouest. À l'époque, le général en chef de la cavalerie Alexeï Broussilov commence à mettre au point la plus réussie de toutes les opérations de l'armée de guerre russes : l'offensive Broussilov. Avec d'autres officiers d'état-major, Kappel trace les plans qui vont mener à la victoire.
Après de juin au 12 août 1916 Vladimir est temporairement à la 3e armée, où il conseille le général N.I. Boulatov, et est le Premier officier d'état-major du général-major, et puis chef de la division des opérations.
Le 15 août 1916 Vladimir Kappel est fait lieutenant-colonel et est affecté sur le front du Sud-Ouest, pour le poste de Chef adjoint du Bureau des opérations du quartier-général.

#### La révolution de Février
La révolution de Février affecte très sérieusement le moral de Kappel. Contrairement à son futur ami Koltchak, qui est le seul amiral qui la soutient, Vladimir, monarchiste convaincu, considère que cela signifie une atteinte grave au principe de la monarchie. Il voit un pays qui s'écroule et de mauvais officiers, professeurs et universitaires le diriger. Pour lui, il faut agir et appeler le peuple russe à exiger que la Russie soit de nouveau dirigée par les descendants de ceux qui, depuis trois cents années, ont dirigé le pays sans se tromper et sur les chemins de la gloire.
Le 2 août 1917, la veille du discours du début de l'affaire Kornilov, Vladimir devient chef d'état-major des armées du Sud-Ouest. Dans une déclaration prononcée à Berdytchiv il est signalé que le lieutenant-colonel Vladimir Kappel, avec ses supérieurs immédiats, les généraux Anton Ivanovitch Dénikine, chef d'état-major général, et Sergueï Markov sont des adeptes de l'ancien régime monarchique, et des participants au complot contre-révolutionnaire auquel on fait face… qui doivent être immédiatement démis de leurs fonctions.
Toutefois, à la différence des généraux Dénikine et Markov, Vladimir Kappel n'est pas arrêté. Il est même temporairement autorisé à assumer le poste de chef du Bureau de l'état-major et a également le commandement d'un bataillon de choc.
Le 2 octobre 1917 Kappel démissionne et la gauche lui permet, du fait de son état de santé, d'aller à Perm voir sa famille. Vladimir ne combat plus au front. Son seul ennemi est la révolution qui se radicalise.

### La Guerre civile russe

#### Comité des membres de l'Assemblée constituante (1918)

##### Premier semestre 1918

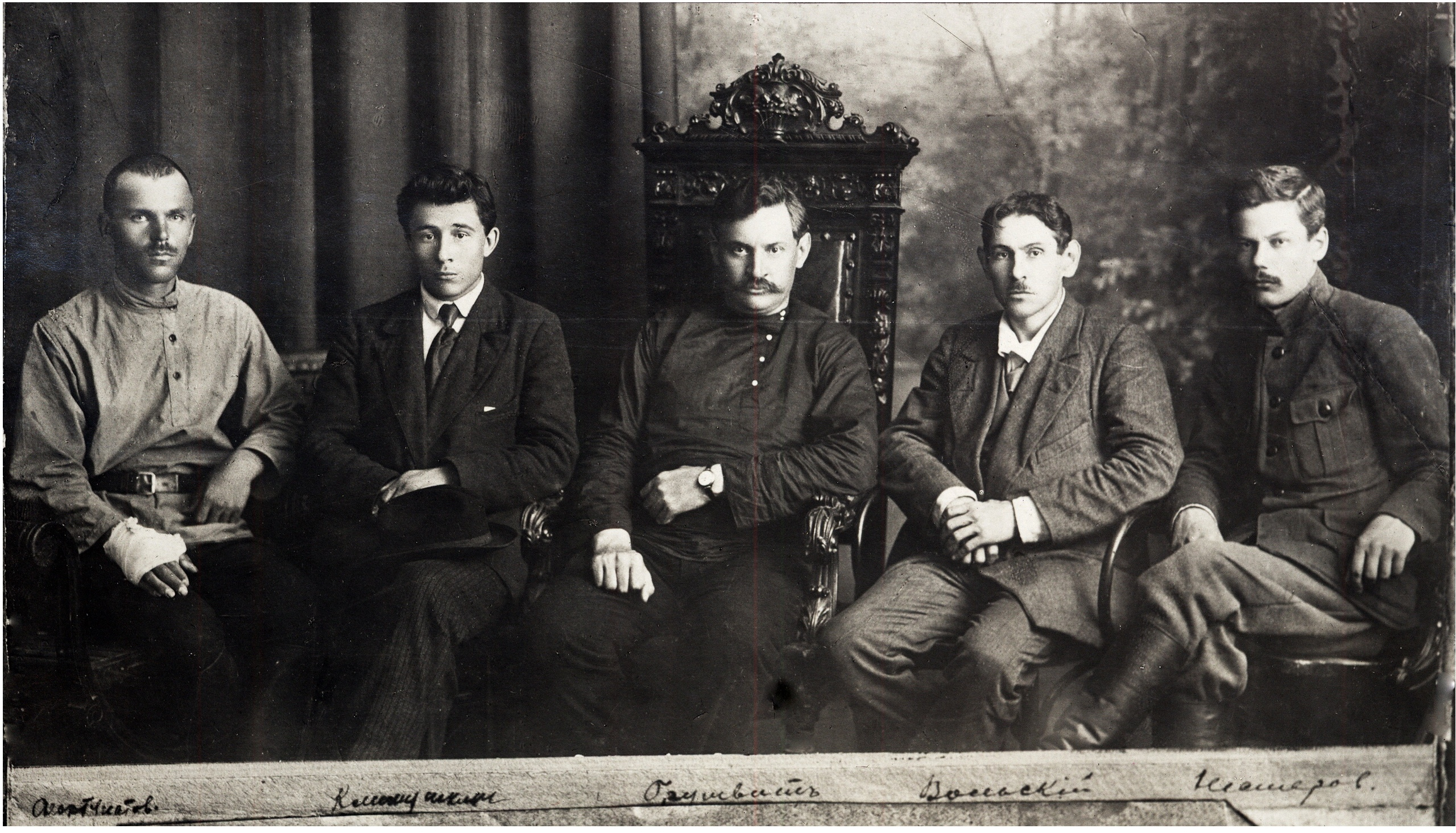
Ivan Brouchvit, Prokopi Klimouchkine, Boris Fortounatov, V.K. Volsky (président) et Ivan Nesterov du Comité des membres de l'Assemblée constituante.

Le lieutenant-colonel Vladimir Kappel, portant un ancien uniforme d'officier auquel tous les insignes de rang ont été enlevés, préside des réunions clandestines.
Au début de la Guerre civile russe, il vit avec sa famille à Perm.
Au printemps 1918, pendant un court laps de temps, il travaille au siège des autorités soviétiques dans le cadre du district militaire Volga à Samara. Mais il ne participe à aucune action, et n'est pas formé par les commissaires politiques. Certains historiens pensent que c'est la preuve que la femme de Kappel a été prise en otage. Il est également possible que Vladimir appartenait à une organisation espionnant les bolcheviks... Il refuse puis accepte une proposition des rouges du district de faire carrière au bureau de l'état-major général, selon un télégramme. Il saisit la première occasion, la tentative de désarmer la légion tchèque pour organiser un soulèvement local.
Kappel commande l'Armée populaire du Comité des membres de l'Assemblée constituante de juin 1918 à septembre. Le nombre de volontaires dans un premier temps est très faible : deux compagnies d'infanterie, un escadron de cavalerie et quelques autres petites unités, rien en comparaison avec les moyens des rouges. Tout cela est voué à l'échec, mais le lieutenant-colonel Kappel est fidèle à ses engagements et respecte les orientations politiques des membres du Comité. Il écrit : Je suis d'accord. Je vais essayer de lutter. Je suis de conviction monarchiste, mais dans le cadre de la lutte contre les bolcheviks, je demande aux volontaires d'être fidèles au Comité des membres de l'Assemblée constituante.
Un témoin rappellera que, lors de la séance du 9 ou 10 juin 1918 réunissant des officiers de l'état-major général, situé à Samara, la question du jour a été de savoir qui sera à la tête des volontaires. Un officier, récemment arrivé à Samara, s'est levé et a demandé à prendre la parole : S'il n'y a personne de prêt à le faire, temporairement jusqu'à ce que vous trouviez un officier supérieur, permettez-moi de diriger le combat contre les bolcheviks. À ce moment, l'histoire voit apparaître un nouveau visage de la lutte contre les rouges: le lieutenant-major général Vladimir Kappel...
Kappel conduit avec de la chance, de juin à août, ses bataillons et son nom résonne comme le tonnerre dans le bassin de la Volga, l'Oural et en Sibérie.
Vladimir Kappel est convaincu que la tâche principale du moment est la lutte contre le bolchévisme. Il juge secondaire les orientions politiques et les slogans du Comité des membres de l'Assemblée constituante socialiste. Il faut tout d'abord détruire le pouvoir soviétique, puis régénérer la Russie sur la base de l'expérience millénaire des Tsars qui ont bâti l'Empire. Il veut aussi punir les traîtres qui ont trahi les alliés et signé le traité de Brest-Litovsk.
Au début, Vladimir dirige des volontaires dont 350 hommes d'un bataillon d'infanterie et 2 compagnies: 90 baïonnettes en tout. Il commande un escadron de cavalerie réduit à 45 épées, une canonnière avec 2 pièces d'artillerie, 150 auxiliaires civils, une unité de cavalerie qui se charge des reconnaissances et de sabotage économique. S'ajoutent à cela des miliciens à Samara. Selon Shambarova, le noyau de la nouvelle armée du peuple est constitué d'anciens partisans de Kornilov qui n'ont pas gagné la Russie du Sud et se sont installés dans le bassin de la Volga.
Le premier ordre de bataille de Vladimir Oskarovitch Kappel date du 11 juin 1918. Son objectif est, comme il le sera presque à chaque fois par la suite, d'encercler l'ennemi ce qui donne d'excellents résultats. Kappel stupéfie ses supérieurs par ses connaissances dans l'emploi de la cavalerie et son travail d'officier d'état-major dès les premières batailles. Au cœur de son succès, se trouve d'abord la possibilité d'appréhender les spécificités de la guerre civile, en évaluant de façon équilibrée ses propres forces et celles de l'ennemi. Il pèse soigneusement le degré de risque acceptable sur le champ de bataille, et c'est pourquoi ses actions se terminent par la victoire.
Le 11 juin 1918, les détachements de volontaires Kappel prennent une partie du bassin inférieur de la Volga, en remportant plusieurs victoires. Bientôt, le jeune lieutenant-colonel Vladimir Oskarovitch devient l'un des généraux blancs les plus célèbres du Front de l'Est et est considéré comme un excellent officier de cavalerie. Kappel inspire beaucoup de respect à ses ennemis : le journal bolchévique L'étoile rouge, en 1918, le compare à Napoléon. Sa tête est mise à prix : 50 000 roubles, ce qui fait rire Kappel. D'ailleurs, si Kappel représente ce que la Russie tsariste a produit de mieux comme soldat, il n'a pas l'ambition de Napoléon, mais veut être juste un militaire et un patriote.

##### Prise de Kazan (Deuxième semestre 1918)

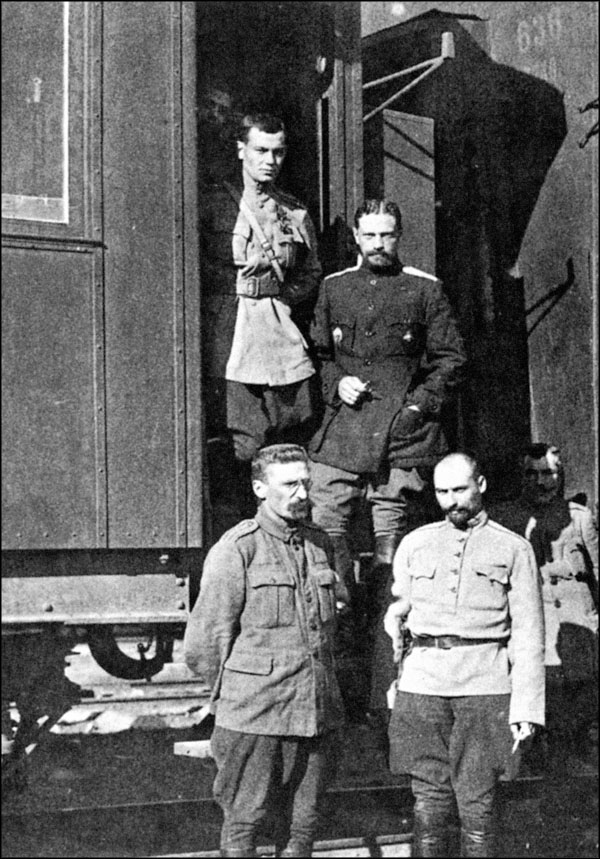
Kappel et le personnel de son wagon en 1918.

Pendant l'été 1918, Vladimir Oskarovitch, commandant militaire de talent, combat aux côtés de ses volontaires au front. Modeste, à peine plus gradé que beaucoup d'officiers blancs subalternes, habillé en chemise kaki, cet officier de cavalerie a des grenades et des revolvers à la ceinture..., tel apparaît Kappel à ses contemporains. Et ses officiers sont tous des commandants et des combattants ordinaires. Il arme tous les fonctionnaires. Lui-même a toujours un fusil avec lui, même quand il commande les armées ou trace des plans. Pour ces raisons, Vladimir Kappel (1881-1920), pourtant ancien officier de l'état-major de l'armée impériale, est l'un des généraux blancs les plus populaires. Le fait qu'il soit l'un des jeunes hommes les plus gradés de la Première Guerre mondiale contribue aussi à faire de lui un héros.
Le 17 juillet 1918, l'attaque combinée russe (2 bataillons d'infanterie, une brigade de cavalerie, des Cosaques et trois batteries d'artillerie) progresse de 150 km en cinq jours face à des forces supérieures en nombre appuyées par de l'artillerie lourde.
Depuis la prise Simbirsk, les opérations de l'Armée populaire du Comité des membres de l'Assemblée constituante visent deux objectifs : Volsk, Inza et Alatyr, et les deux rives de la Volga jusqu'au confluent de la Kama.
En début du mois d'août 1918, l'Armée populaire du Comité des membres de l'Assemblée constituante a libéré des bolcheviks un territoire qui fait, de l'ouest à l'est 750 miles (de Syzran à Zlatooust), et du nord au sud 500 milles de Simbirsk à Volsk. Samara, Syzran, Simbirsk et Stavropol sont placées sous son contrôle. Et Senguileï, Bougoulma, Bougourouslan, Belebeï, Bouzoulouk, Birsk et Oufa sont prises. Au sud, l'escadron de Samara, commandé par le lieutenant F.E. Makhine, défend Khvalynsk et les faubourgs de Volsk. La légion tchèque et le lieutenant Sergueï Wojciechowski prennent Ekaterinbourg, où Nicolas II de Russie a été massacré avec toute sa famille.
- Frontières de 1921
- Zone sous le contrôle bolchevique en novembre 1918
- Avance maximale des armées blanches

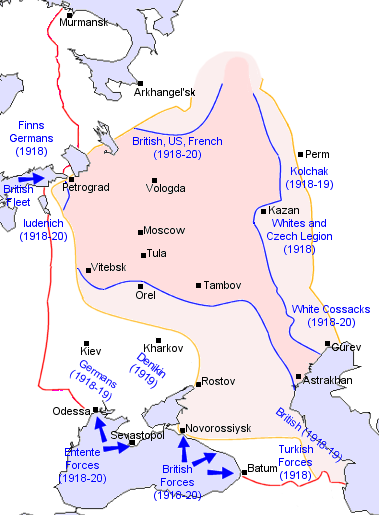

Les victoires de Kappel font peur au leader bolchevik. Simbirsk est considérée comme la ville du chef de file du prolétariat et sa prise provoque un malaise à Moscou. Trotsky appelle des renforts, annonce que la révolution est en danger, et arrive en personne dans le bassin de la Volga. Toutes les forces rouges convergent à marche forcée sur le Front de l'Est. Au total, pour reprendre Simbirsk et Samara, sont déployées l'armée de Mikhaïl Toukhatchevski, la division de Volsk (Volskaïa), la division de la 4e armée. Dans Kazan, sous les ordres du commandant en chef du Front de l'Est Jukums Vācietis, la 5e armée soviétique, avec des blindés, des avions et des trains blindés, est envoyée.
Chez les blancs, le choix d'un nouvel objectif divise l'état-major et les politiques. Le quartier général principal est à Samara ; aussi le colonel S. Tchetchek, le colonel N. Galkine, et le colonel P. Smith veulent enfoncer les lignes ennemies à Saratov qui a une importance stratégique pour l'Armée populaire du Comité des membres de l'Assemblée constituante. Le colonel Vladimir Kappel, P A. Stepanov, VI Lebedeev, B. K. Fortunato pensent qu'il faut attaquer en direction de Kazan.
Du côté de Simbirsk, le 1er août, la flottille de l'Armée populaire du Comité des membres de l'Assemblée constituante est battue au confluent de la Kama. Le 5 août, Kazan est prise par des troupes débarquant sur les quais. Kappel, avec trois unités, arrive à l'est et encercle la ville, tandis que la légion tchèque conduit son offensive sur la ville à partir des quais. Le 6 août, vers midi, Kappel entre dans la ville en prenant l'ennemi par ses arrières, provoquant la panique dans les rangs des défenseurs bolcheviks. Néanmoins, la bataille se prolonge en raison de la résistance opiniâtre de volontaires lettons, des tireurs d'élite du 5e régiment soviétique de Lettonie. Les Tchèques les chassent de la gare. Cette action est décisive, car la résistance des Lettons bolcheviks est brisée. Le 5e régiment letton, conduit par son commandant, se rend à Kappel. C'est le seul cas, dans l'ensemble de la guerre civile russe, d'échec de volontaires lettons de l'Armée rouge.
La Cour martiale condamne les volontaires lettons comme étrangers. Au bout de deux jours de combats, en dépit de la supériorité numérique des rouges et de fortifications, le 7 août à midi, Kazan capitule. Lénine en personne prend le commandement du Front de l'Est. L'ancien commandant en chef du Front de l'Est, Jukums Vācietis, a été totalement incapable de le mener à la victoire, en raison du manque de discipline et de tactique. Il échappe par miracle à la captivité. D'autres officiers non...

##### Création du Front de la Volga

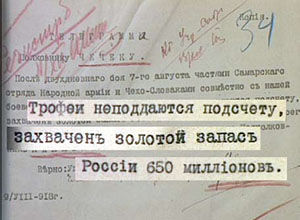
Télégramme de Vladimir Kappel au sujet du transfert des réserves d'or de la Russie.

D'énormes entrepôts d'armes, de munitions, de médicaments, ainsi que la moitié des réserves d'or de la Russie impériale (650 millions de roubles en pièces d'or, des lingots d'or et de platine, des bijoux et objets de valeur pris aux capitalistes et aux nobles et d'autres objets de valeur) sont saisis.
Vladimir fait transférer toutes ces richesses loin de Kazan vers des zones sûres.
Depuis la prise de Kazan, l'Armée populaire du Comité des membres de l'Assemblée constituante est restructurée. Le Front de la Volga est créé sous le commandement du colonel S. Tchechek, qui rassemble tous les russes et les troupes tchécoslovaques. Ce Front est divisé en corps d'armées : Kazan (sous le commandement du colonel Vladimir Kappel), Syzransk, Simbirsk, Nikolaïev, Oufa, un groupe de Cosaques de l'Oural et un autre de Cosaques d'Orenbourg. À Kazan, l'Armée populaire engage deux divisions.
Le 1er Corps d'armée de la Volga est nommé ainsi en l'honneur du général Kappel. Mais de nouveaux personnages surviennent, des officiers avec des uniformes bien taillés, des épaulettes qui brillent et des cocardes partout. Ils ressemblent, pour les hommes de Kappel, plus à des gangsters qu'à des militaires. Vladimir devient officiellement le commandant en chef du 1er Corps d'armée de la Volga. Il va voir ses hommes en train. Avant son arrivée, on se prépare fiévreusement à l'accueillir dignement. Ses troupes sont désormais appelées les fils du père Kappel.
Immédiatement après la reprise de Kazan, Kappel commence à élaborer un plan d'attaque de Moscou par le biais de Nijni Novgorod. Lors de la réunion de l'État-major général à Kazan, Vladimir Oskarovitch insiste sur la poursuite des opérations sur Moscou. Kappel se fonde sur des informations faisant état de probables insurrections contre le gouvernement soviétique de la part de travailleurs de l'usine Sormovo de Nijni-Novgorod.

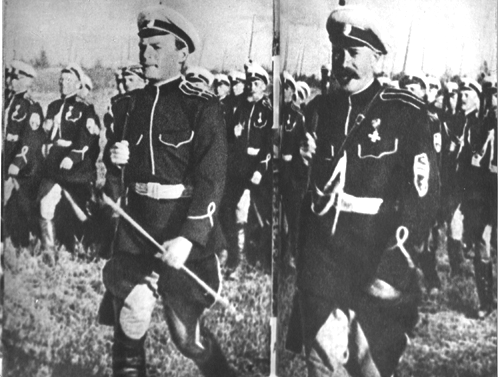
Vladimir Kappel dans le film soviétique Tchapaïev des Frères Vassiliev. L’uniforme est celui du régiment d'assaut de Kornilov et non celui de l’armée sibérienne.

Kappel, Galkine et Lebedev veulent prendre Nijni Novgorod. Mais le gouvernement, ainsi que les Tchèques, invoquent l'absence de réserves pour la défense de Samara, Kazan et Simbirsk. Anton Ivanovitch Dénikine estime que, dans une guerre civile, l'élan, l'attaque même de positions imprenables sont cruciaux. Le Comité des membres de l'Assemblée constituante rappelle que, malgré tous les appels, l'afflux de volontaires pour l'armée a été faible ; même les enseignants et les étudiants de l'Académie de Kazan préfèrent ne pas s'engager.
La plupart des membres de l'État-major général, en août 1918, décident qu'il faut suivre les enseignements des manuels : Tout d'abord consolider les territoires conquis avant d'aller de l'avant, et les plans audacieux de Vladimir Kappel n'ont pas la chance d'être mis en œuvre.
Pendant ce temps, les espoirs de l'état-major général à Samara sont bientôt réduits à néant : la direction bolchevik commande de ne ménager aucun effort pour reprendre Kazan. Le président du Conseil militaire suprême de la République soviétique et Trotsky développent une activité très importante et utilisent des mesures extrêmes pour rétablir la discipline dans les rangs des troupes rouges. Sur la Volga la 5e armée soviétique reçoit rapidement des renforts.

##### La contre-offensive bolchevik (août 1918)
Kappel, au lieu d'être en mars à Moscou est, dès le 14 août 1918, obligé de retourner à Simbirsk, où la situation militaire s'est fortement dégradée. Du 14 au 17 août, à Simbirsk, a lieu une bataille acharnée, pendant laquelle Kappel montre un grand talent tactique. Après trois jours de combats sanglants, il est forcé de se replier et de transférer son état-major à Inza, à 80 km à l'ouest de Simbirsk.
Kappel reçoit l'ordre immédiat de revenir dans la région de Kazan pour participer à la bataille de Sviajsk. Lui et ses proches surveillent leurs ennemis sur des navires le 25 août. La brigade de Kappel, à cette époque, se compose de deux régiments d'infanterie, d'un escadron de cavalerie et de trois batteries d'artillerie, soit un total d'environ 2 000 personnes et 10 à 12 canons.
Dans les batailles pour la prise de Sviajsk, Kappel a du succès. Une partie de son groupe d'assaut, attaquant de la gare, est sur le point de prendre le quartier général de la 5e armée mais, à ce moment, les rouges, appuyés par de l'artillerie navale, commencent à menacer le flanc gauche de la brigade. Compte tenu de la supériorité écrasante de l'ennemi, Kappel doit abandonner la reconquête de Sviajsk. L'opération, cependant, a suscité une grande panique parmi les bolcheviks. Kappel réattaque à plusieurs reprises Sviajsk, mais, comme à Simbirsk, il n'a pas été en mesure de vaincre. Il doit fournir une partie de ses troupes pour Simbirsk, où la situation s'est fortement dégradée.
Le 5 septembre 1918, une offensive soviétique sur l'ensemble de leur Front de l'Est a lieu. La bataille principale se déroule autour de Kazan, où les rouges ont une supériorité énorme sur les petites unités du colonel AP Stepanov, composées de quelques officiers et de volontaires. Toute résistance est impossible. Ce bataillon blanc est anéanti.
Kazan est attaqué sur trois côtés. En raison de la présence de la flotte de la Baltique dans le bassin de la Volga, les bolcheviks envoient sur le fleuve des navires puissamment armés. Cette aide est cruciale, alors que Samara ne veut pas - ou ne peut pas - envoyer de renforts, en disant que Kazan doit se défendre avec ses propres moyens. Les rouges envoient leurs meilleures troupes, dont les unités lettones. Le 9 septembre, les rouges réussissent à couper le chemin de fer Simbirsk-Kazan et le chemin Syzran-Simbirsk.
La catastrophe au nord du front entraîne une forte détérioration de la situation au sud, en dépit de toutes les tentatives pour arrêter les rouges. Le 12 septembre 1918, Volsk est prise en partie, puis Khvalynsk.

Par la suite, l'échec de l'Armée populaire du Comité des membres de l'Assemblée constituante est dû à cette absence totale de réserves, et ceci malgré les succès de Kappel sur la Volga.
Au début du mois de septembre 1918, l'offensive de l'Armée populaire du Comité des membres de l'Assemblée constituante s'arrête.
À l'automne 1918, l'armée du peuple est dans une situation désespérée : ses petits détachements à l'avant ne sont plus en mesure d'affronter les forces bolchéviques. Face à cette situation, les bataillons de Kappel jouent le rôle de pompiers. Ils sont la seule réserve de l'Armée populaire dans l'immense secteur qui va de Kazan à Simbirsk.

Le général Vladimir Kappel. Hiver 1918-1919.

Maintenant Kappel doit faire face à un défi complexe et difficile : protéger la ligne entre Oufa et Bougoulma et, en même temps, couvrir la retraite du groupe du Nord du colonel Stepanov de Kazan - et cela malgré les mauvaises conditions météorologiques, le découragement, des Tchèques et le manque de ravitaillement. Kappel réussit à établir une ligne défensive sur la rive gauche de la Volga en face de Simbirsk.
Le 23 septembre, le gouvernement de Samara fusionne avec le Commissariat de Sibérie occidentale d'Omsk au sein du Directoire.
Le 3 octobre 1918, devant Simbirsk, le reste des troupes de Kappel doit combattre et reculer jusqu'à Oufa. Kappel ne dispose plus que de 4 460 fantassins, 711 cavaliers, 140 mitrailleuses, 24 canons et quelques blindés. Les bataillons blancs combattent à un contre dix. Son seul but est désormais d'éviter l'anéantissement complet de ses maigres forces.
En octobre 1918, Samara est prise par l'Armée rouge et le Directoire se réfugie à Omsk.

#### Koltchak (1919)

##### Prise du pouvoir

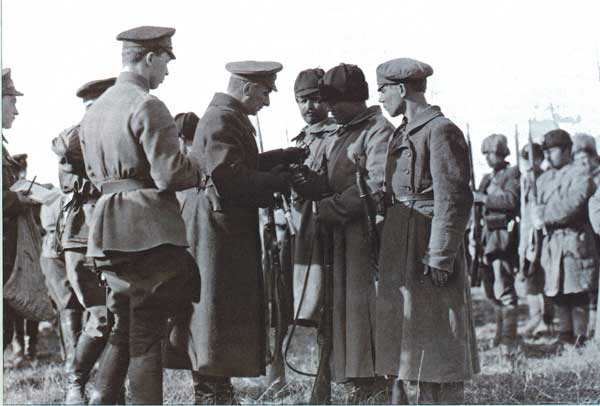
Koltchak remettant des décorations.

En janvier 1919, la légion tchèque	quitte le front et désormais garde le transsibérien. Seuls des Tchèques plus motivés politiquement combattent encore avec les armées blanches. Kappel est tellement en colère contre le général Syrovy, du fait de ce qu'il appelle la désertion tchèque qu'il le défie et veut l'affronter en duel. Le général Maurice Janin évite ce combat entre alliés.
Au printemps 1919, le chef suprême nouvellement élu de la Russie et de toutes les armées blanches, Alexandre Vassilievitch Koltchak, crée le Corps de la Volga, qui va devenir célèbre. Le déploiement de ces bataillons d'élite se fait autour de la ville de Kourgan. L'épine dorsale de cette armée est formée par les vainqueurs d'août 1918. Sont déployées trois divisions, portant des noms de villes perdues après des combats acharnés : Samara, Simbirsk et Kazan. Chaque division doit être composée de trois régiments de fusiliers, un bataillon de tireurs d'élite, une batterie d'obusiers, un bataillon de cavalerie, un bataillon du génie, un parc d'artillerie, un hôpital de campagne, ainsi qu'un train. En outre, le corps comporte un certain nombre de Cosaques de la Volga, une brigade de cavalerie (deux régiments de cavalerie et d'artillerie hippotractée), une batterie d'obusiers lourds, une compagnie télégraphique, des blindés...

##### L'offensive des armées blanches

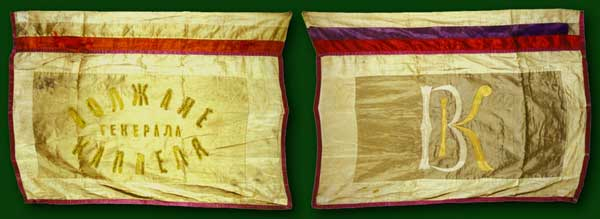
Insignes du 1ercorps de la Volga, ainsi appelé en l'honneur de Kappel.

En avril 1919, l’objectif principal est bel et bien devenu Moscou. En avril, les troupes de Koltchak, qui progressent sur un front de trois cents kilomètres, sont à moins de six cents kilomètres de la capitale. Le 14 mai, les Alliés adressent à l'amiral un télégramme où ils se déclarent prêts, contre certaines garanties politiques, à tenir le Gouvernement provisoire de Sibérie comme représentant l'ensemble de la Russie, une assemblée constituante devant être convoquée dès l'arrivée à Moscou. L’Ataman cosaque Alexandre Ilyitch Doutov, commandant les cosaques de l'Oural s'écrie alors : Dans le courant de juillet, nous serons à Moscou !
Pendant cette offensive, des chefs militaires de haute valeur se révèlent, comme le jeune colonel Vladimir Kappel, bientôt nommé général, ou le capitaine Radola Gajda, devenu général russe à moins de trente ans. Alexandre Vassilievitch Koltchak déclare :... lorsque j'ai rencontré Kappel, en février ou mars, alors que ses unités avaient été retirées de la réserve, il est venu à moi, j'ai conversé avec lui à propos d'une grande partie des problèmes et j'ai compris qu'il est l'un de mes jeunes officiers les plus prometteurs.

##### La retraite des armées blanches

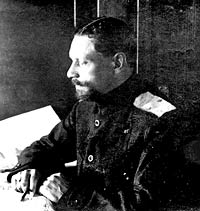
Vladimir Kappel pendant l'été 1919.

Au cours de l'été 1919, beaucoup de blancs trouvent la mort. L'offensive de l'Armée rouge est ainsi contenue, mais Kappel doit à nouveau battre en retraite. Ce faisant, à maintes reprises, il inflige aux rouges un grand nombre de défaites tactiques (en particulier dans la région des montagnes de l'Oural et sur la Belaya). Il lutte contre les meilleures unités de l'Armée rouge. Le 12 septembre 1919, pour ses exploits, Kappel reçoit le grade de lieutenant-général et l'Ordre de Saint-Georges.
À partir de novembre 1919, Kappel est nommé commandant de la 3e armée, composée principalement de prisonniers de l'Armée rouge qui n'ont pas reçu une formation suffisante. Ils sont prêts à la première occasion à rejoindre leurs camarades. Au moment de l'effondrement du gouvernement d'Alexandre Vassilievitch Koltchak, le chef des armées blanches en Sibérie, le général Vladimir Kappel, continue la lutte le long du Transsibérien et connaît d'immenses privations et une température de 50 degrés au-dessous de zéro, sans précédent dans cette région.
Kappel, en cette fin 1919, fait des prouesses malgré le froid sibérien, la valeur des unités de l'Armée rouge et la trahison de l'Occident. Dominique Venner parle des miracles durant l'épouvantable retraite d'hiver le long du Transsibérien.

##### Offensive pour essayer de sauver Koltchak

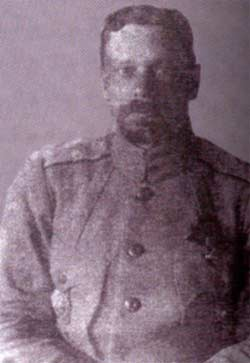
Vladimir Kappel pendant l'hiver 1919-1920 (probablement sa dernière photographie prise avant sa mort).

Au cours de la retraite de Krasnoïarsk, au début de janvier 1920, l'armée Kappel est attaquée à Novossibirsk par des révoltés qui demandent qu'on leur livre son chef. Toutefois, après de violents combats, Kappel parvient à se replier avec ses troupes.
Le 15 janvier 1920, l'amiral Kolchak est prisonnier d'alliés des bolcheviks. En apprenant cela, Vladimir Kappel, son adjoint Sergueï Wojciechowski et les maigres troupes qui leur restent décident de sauver l'amiral à tout prix. Ils choisissent de passer par la rivière Kan, itinéraire dangereux car, dans de nombreux endroits, la glace n'est que superficiellement gelée du fait de sources chaudes. La glace se fend sous le cheval de Kappel qui tombe dans les eaux glaciales. On réussit à le sortir de la rivière, mais il ses poumons sont atteints et ses deux jambes gelées. Le médecin ne dispose ni des outils nécessaires ni de médicaments, ce qui entraîne l'amputation du pied gauche et des doigts de la main droite avec un simple couteau, sans anesthésie. Malgré une grosse tempête d'hiver, Kappel refuse cependant d'abandonner la cause et ses hommes, et continue en traîneau l'opération prévue.
L'armée Kappel fonce vers Irkoutsk et, le 20 janvier, s'empare de Nijneoudinsk. Mais son général a les deux jambes gelées et souffre d'une pneumonie et du typhus. Il refuse l’offre d'un médecin tchèque d'être soigné dans un train sanitaire car il ne pardonne pas à ceux qui ont trahi son chef, et poursuit sa route sur un simple traîneau, sur la neige. 

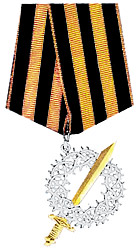
Médaille de La longue marche dans les glaces de Sibérie.

Au cours des derniers jours de sa vie, Kappel dicte un appel aux paysans sibériens :
« En venant de l'ouest, les troupes soviétiques vous amènent le communisme, les comités pour gérer la pauvreté et la persécution de votre foi en Jésus-Christ. Lorsque des promesses de la propagande soviétique seront du passé, il n'y aura plus que des ouvriers agricoles, et dans chaque village une petite poignée d'exploiteurs des comités des paysans pauvres prendront ce qu'ils veulent chez vous. Les bolcheviks rejettent Dieu et remplacent l'amour du seigneur par la haine, et vous vous entretuerez. L'évangile publié à Petrograd par les communistes en 1918 va vous amener à la haine du Christ. »
Le 21 janvier 1920, Kappel se sent incapable de continuer à commander son armée en raison de l'aggravation de son état. Il remet le commandement des troupes au général Sergueï Wojciechowski et envoie à son épouse son alliance et l'une de ses croix de Saint Georges.
Le 22 janvier 1920, mourant, il décide d'accélérer le mouvement de ses troupes vers Irkoutsk pour libérer l'amiral Kolchak et protéger la réserve d'or, convoitée tant par les Alliés que par les bolcheviks.
Le 26 janvier 1920, Vladimir Kappel meurt à côté de Touloun, à 350 km au nord-ouest d'Irkoutsk, victime du froid hivernal sibérien, comme un « brave soldat... dans l'absolu mépris du danger ». Ses dernières paroles sont pour ses troupes : Dites à mes soldats que je les adorais et ma mort au milieu d'eux le prouve. Il confie définitivement son commandement à Sergueï Wojciechowski.
Celui-ci se montre son digne successeur. Enlevant à un train d'enfer ses troupes, pourtant épuisées, il arrive le 5 février aux portes d'Irkoutsk en ayant tout balayé sur son passage, assumant de fortes tensions avec les Tchèques qui voulaient l'empêcher de passer. Mais le jour même, la Commission d'enquête extraordinaire, muée en tribunal avec l'approbation du soviet de Tomsk, décide de faire fusiller Koltchak et Victor Pepeliaev (en), premier ministre.

### Après sa mort

#### Fin de la longue marche dans les glaces de Sibérie
La longue marche dans les glaces de Sibérie (en russe : Великий Сибирский Ледяной поход, Veliki Sibirski Ledianoï pokhod), nom donné à la retraite en plein hiver sibérien des Armées blanches de Vladimir Kappel, durant la guerre civile russe, en janvier-février 1920, ne se termine pas avec sa mort.
Son armée est rejointe par les armées d'Anatoli Pepeliaïev. Après que les armées de l'amiral Alexandre Vassilievitch Koltchak, chef suprême du gouvernement provisoire de la Russie, ont dû abandonner Omsk et Tomsk, elles se replient vers l'est, le long du chemin de fer Transsibérien. Elles s'arrêtent sur les rives du lac Baïkal, près d'Irkoutsk. Poursuivies par l'Armée rouge, les Armées blanches, pour s'échapper vers Tchita, au sud, traversent le lac complètement gelé le 14 février 1920. Environ 30 000 à 35 000 soldats des Armées blanches, avec leurs familles, tous leurs biens et une partie de l'or du Tsar, traversent ce lac. Mais les vents arctiques soufflent et nombreux sont ceux qui, parmi les réfugiés militaires ou civils, meurent gelés. Leurs corps restent gelés sur le lac dans une sorte de tableau macabre tout au long de l'hiver de 1919-1920. Avec l'arrivée du printemps, les cadavres gelés et tous leurs biens disparaissent au fond du lac profond de deux mille mètres. Du fait du typhus, du froid sibérien et des rouges, ce ne sont que 20 000 à 25 000 soldats survivants qui parviennent à Tchita.

#### Le corps de Vladimir Kappel

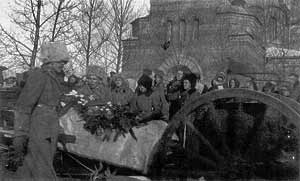
Transfert des restes du lieutenant-général Kappel de la nouvelle cathédrale au couvent à Tchita. Février 1920.

Après la mort du général, il a été décidé de ne pas enterrer son corps sur les lieux de sa mort pour lui éviter les profanations que les bolcheviks faisaient aux cadavres de leurs ennemis.
Pendant près d'un mois, le cercueil du général est traîné par les survivants jusqu'à Tchita, ce qui demande beaucoup d'efforts aux rescapés à peine valides. Kappel est enterré dans la cathédrale Saint-Alexandre-Nevski. Plus tard, ses restes sont transférées au cimetière du couvent de Tchita.
Mais, à l'automne 1920, à l'approche de l'Armée rouge, les survivants transportent le cercueil avec le corps du général à Harbin (en Mandchourie). Il est enterré dans le jardin de l'église Iveron.
La tombe est vandalisée par les communistes chinois en 1955.

#### Rapatriement de ses restes et réhabilitation
En 2001, à l'initiative d'unités cosaques d'Irkoutsk, dans les environs de Touloun, à l'endroit où il est décédé, a été mis en place un mémorial avec une croix.
Après quatre années de négociations avec la Chine, le général rentre à la maison. Le 17 décembre 2006, les restes de Kappel sont transportés de Chine à Irkoutsk par des anciens officiers de l’armée blanche. Il est inhumé dans cette ville.
Le 13 janvier 2007, la dépouille de Vladimir Kappel est enterrée au monastère Donskoï à Moscou. Les paroles de l’archiprêtre Dmitri Smirnov, devant un parterre d’hommes politiques, de détachements de l'Armée rouge, des autorités religieuses et du cercueil recouvert du drapeau national russe, 80 ans après la révolution bolchévique et la guerre civile russe, sont entre autres : Nous rendons hommage à un guerrier remarquable, instruit et courageux qui a rempli entièrement son devoir.
Le général blanc repose ainsi auprès d’Anton Ivanovitch Dénikine, du philosophe russe Ivan Iline, de l'écrivain Ivan Chmelev et d'Alexandre Soljenitsyne.

#### Kappel au cinéma

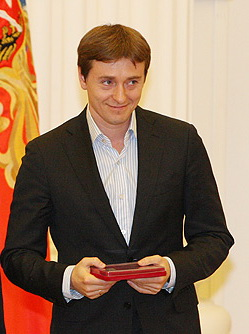
Les trois acteurs principaux du film Amiral, Constantin Khabenski, Elizaveta Boïarskaïa et ici Sergueï Bezroukov sont célèbres en Russie.

Le général d'armée Kappel est l'un des personnages principaux du film Tchapaev de 1934. Dans un épisode du film, il attaque les rouges, habillé (comme ses hommes) d'un magnifique uniforme noir et blanc, qui n'est en rien celui de ses troupes. Et, cette attaque très style 1800, c'est-à-dire frontale et au pas, devenue stupide face aux mitrailleuses, n'est en rien la stratégie habituelle de Kappel. Il est fort probable que Kappel fut choisi par les producteurs du film Tchapaev pour créer une image très caricaturale de l'ennemi, face aux héros bolcheviks, dont Vassili Tchapaïev.
Le nouveau film L'Amiral, est consacré à l'amiral Alexandre Vassilievitch Koltchak, mais Vladimir Kappel en est le second personnage. Nous sommes loin des charges telles que : ennemis du peuple, militaires bornés, individus stupides et fous face aux mitrailleuses comme dans la scène Kappelevskaïa attaque de Tchapaev. Le propos est totalement différent, ce sont des hommes qui souffrent du froid de l'hiver sibérien et de la faim. Des troupes qui se battent bien, face à un ennemi redoutable du fait de son courage, mais aussi de sa cruauté envers ses ennemis. Vladimir Kappel est joué par Sergueï Bezroukov. Kappel est décrit comme quelqu'un de bien, très patriote. Ce film tourné avec de grands moyens et qui connaît un succès énorme nous permet de découvrir un héros injustement oublié, un homme dévoué et bon, qui lutte avec abnégation pour la Russie.